# Kolkiejmy
Kolkiejmy (deutsch Kollkeim) ist ein Dorf in Polen in der Woiwodschaft Ermland-Masuren im Powiat Kętrzyński (Kreis Rastenburg). Das Dorf ist Teil des Schulzenamtes Wilczyny (Wolfshagen) in der Gemeinde Srokowo (Drengfurth).

## Geographische Lage
Kolkiejmy liegt etwa 19 Kilometer nördlich des Stadtzentrums von Kętrzyn (deutsch Rastenburg), etwa 55 Meter über dem Meeresspiegel. Srokowo liegt 7,5 Kilometer südöstlich, Barciany (Barten) fünf Kilometer südwestlich. Die Staatsgrenze Polens zur russischen Oblast Kaliningrad verläuft neun Kilometer nördlich.

## Geschichte
Am 19. Juni 1342 erhielt der Pruße Tulekoyte vom Hochmeister des Deutschen Ordens Ludolf König Grund bei der Siedlung Quolskaym, das 1419 als Kolkaym bezeichnet wurde und wohl Dorf des Cale (prußisch „kalis“: Wels/ „caymis, keims“: Dorf) bedeutet. 1785 gab es in dem Dorf vier Häuser, bis 1817 vergrößerte sich die Zahl auf fünf und es lebten 36 Menschen in der Siedlung. 
1874 wurde Kollkeim in den neu errichteten Amtsbezirk Jäglack (polnisch Jegławki) im ostpreußischen Kreis Rastenburg eingegliedert, und um 1890 wurde das Dorf Teil der polnischen evangelischen Gemeinde in Srokowo. Am 14. April 1912 wurde aus dem Vorwerk Kollkeim im Gutsbezirk Jäglack der Gutsbezirk Kollkeim gebildet. In den 1920er-Jahren umfasste das auf die Zucht von Kaltblutpferden orientierte Gut eine Fläche von 320 Hektar und war Eigentum der Familie Siegfried-Jäglack.
Am 30. September 1928 gab Kollkeim seine Eigenständigkeit auf und schloss sich mit dem Gutsbezirk Jäglack (mit dem Wohnplatz Alt Jäglack (polnisch Stare Jegławki)) zur neuen Landgemeinde Jäglack zusammen.
In Kriegsfolge kam Kollkeim 1945 mit dem gesamten südlichen Ostpreußen zu Polen und erhielt die polnische Namensform „Kolkiejmy“. Heute ist es eine Ortschaft im Verbund der Landgemeinde Srokowo (Drengfurth) im Powiat Kętrzyński (Kreis Rastenburg), bis 1998 der Woiwodschaft Olsztyn, seither der Woiwodschaft Ermland-Masuren zugehörig.
1970 wurden 89 Einwohner in Kolkiejmy gezählt. Ab 1973 gehörte die staatliche Landwirtschaftsgenossenschaft (Państwowe Gospodarstwo Rolne) Kolkiejmy zum Schulzenamt Wilczyny (Wolfshagen). Das Gutshaus vom Anfang des 20. Jahrhunderts hat die Zeit gut überstanden und befindet sich im Privatbesitz. Das Haus verfügt über eine halbkreisförmige Terrasse, welche von vier Pfeilern getragen wird.

## Kirche
Bis 1945 war Kollkeim in die Evangelische Pfarrkirche Drengfurth in der Kirchenprovinz Ostpreußen der Kirche der Altpreußischen Union sowie in die katholische Kirche St. Katharina Rastenburg mit der Katholischen Kapelle Drengfurth im damaligen Bistum Ermland eingepfarrt.
Heute gehört Kolkiejmy zur Heilig-Kreuz-Kirche Sokrowo im jetzigen Erzbistum Ermland, außerdem zur Evangelischen Kirche Srokowo, einer Filialkirche der Pfarrei Kętrzyn in der Diözese Masuren der Evangelisch-Augsburgischen Kirche in Polen.

## Verkehr
Kolkiejmy ist von Wikrowo (Wickerau) aus auf einer Nebenstraße zu erreichen.
Das Dorf besitzt keinen eigenen Bahnanschluss. Die nächste Bahnstation befindet sich im 20 Kilometer südwestlich gelegenen Korsze (Korschen).
Der nächste internationale Flughafen ist der Flughafen Kaliningrad etwa 90 Kilometer nördlich von Kiemławki Wielkie auf russischem Hoheitsgebiet. Etwa 190 Kilometer westlich liegt der Lech-Wałęsa-Flughafen Danzig, der der nächste internationale Flughafen auf polnischem Staatsgebiet ist. Der Flughafen Szczytno-Szymany liegt etwa 90 Kilometer südlich von Kolkiejmy, dieser hat aber Ende 2006 seinen Flugbetrieb eingestellt.